# Саба (острів)
Саба — острів у Карибському морі у складі Навітряних островів (архіпелаг Малі Антильські острови) за 46 км на південний захід від острова Святого Мартіна, за 32 км на захід від Сінт-Естатіус. Площа — 13 км². З розпуском Нідерландських Антильських островів 10 жовтня 2010 року Бонайре, Саба і Сінт-Естатіус дістали особливий муніципальний статус у складі Нідерландів, у той час як острови Кюрасао і Сінт-Мартен стали незалежними державами у складі Королівства Нідерландів. Є спеціальним муніципалітетом Нідерландів — Нідерландські Карибські острови.

## Географія
Острів є вершиною підводного вулкана Маунт-Сінері, що підноситься над водою на 870 метрів (найвища точка всіх Нідерландів). Тут немає річок або постійних водотоків, а підвітряна (західна) сторона суха і поросла лише заростями кактусів і сухих чагарників. І в той же час навітряна (східна) сторона Саби являє собою різкий контраст із сухим заходом — гірські схили тут поросли пишними лісами з великою кількістю деревоподібних папоротів, пальм, червоного дерева, олеандра, гибискуса і орхідей, а під пологом лісу гніздиться понад 60 видів птахів, кілька видів ящірок і деревних жаб.

## Історія
Саба була заселена аравакськими племенами понад 1300 років тому. У ході своєї другої подорожі в Новий світ, 13 листопада 1493 року, Христофор Колумб першим з європейців пройшов поблизу берега Саби (висадитися на острів він не наважився, оскільки скелясті береги Саби мало придатні для такої операції). Голландці заявили свої права на острів в 1632, а перші колоністи прибули сюди з Сінт-Естатіус в 1640. Після закінчення Наполеонівських війн в Європі британці, що довгий час утримували острів у своїх руках, в 1816 були змушені повернути його Голландії, і з тих пір він вважається одним із самих віддалених районів цієї країни.
У 1969 році 23-річний Джозеф Річардсон був обраний першим адміністратором Саби а також Нідерландських Антильських островів. До 1983 року представник до уряду обирався в цілому від Навітряних островів разом із Сінт-Естатіусом та Сінт-Мартіном. У цьому  році від острова став обиратися свій незалежний представник.
1 вересня 2009 року Саба оголосила про негайний вихід зі складу Нідерландських Антильських островів, однак за словами держсекретаря Біхлевельда з питань відносин з королівством, острів юридично не міг негайно вийти зі складу островів. 10 жовтня 2010 р. Нідерландські Антильські острови були розформовані, а Саба, як і Сінт-Естатіус та Бонайре, став муніципальний статус у складі Нідерландів. Острів не є складовим Шенгенської зони.

## Населення
Населення 1150 осіб (2004). Також на острові впродовж навчального року знаходиться близько 300 студентів медичного університету. Основне джерело доходу — туризм (25 тисяч туристів на рік). Міста — Боттом (адміністративний центр) і Віндвардсайд (найбільше місто острова), Геллз-Гейт та Сент-Джонс. П'ятий населений пункт острова (Меріс-Пойнт) зараз зруйнований, а жителі в свій час були насильно переселені королевою Нідерландів у інші села. Офіційна мова — нідерландська, широко використовується також англійська мова.

## Транспорт та комунікації

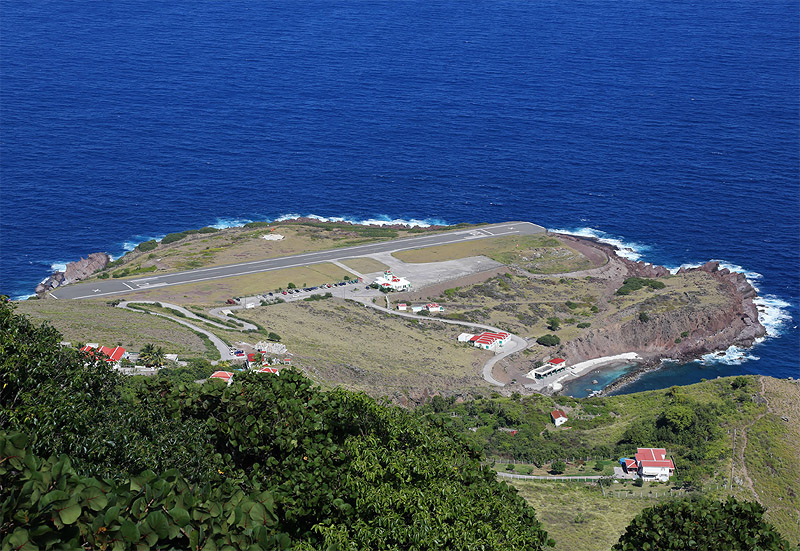
Аеропорт Хуанчо-Іраускін

У 1938 році було розпочато будівництво дороги. До цього часу на острові існували лише круті уступи, і на думку голландських інженерів будівництво траси було неможливим. Будівництво розпочалося під керівництвом місцевого тесляра Йозефуса Хаселла, який фактично самотужки вивчав дорожню справу. У 1947 році дорога через весь острів була побудована і перший автомобіль здійснив свою першу поїздку.
У 1960 році на півночі острова Саби було побудовано аеропорт Хуанчо-Іраускін. Цей аеропорт вважається міжнародним аеропортом з найкоротшою злітно-посадковою смугою у світі — довжина його смуги менше 400 метрів, а приземлятися тут дозволено лише трьом типам літаків. Аеропорт використовується лише з дозволу від органів влади невеликими моделями літаків такі як Twin Otter і здійснює щоденні рейси на сусідні острови. Входить у десятку найнебезпечніших аеропортів світу.
У 1965 році на острові з'явилося перше телебачення. Електрика на острові була проведена давно, але щоденне постачання населенню почало відбуватися з 1970 року.

## Галерея

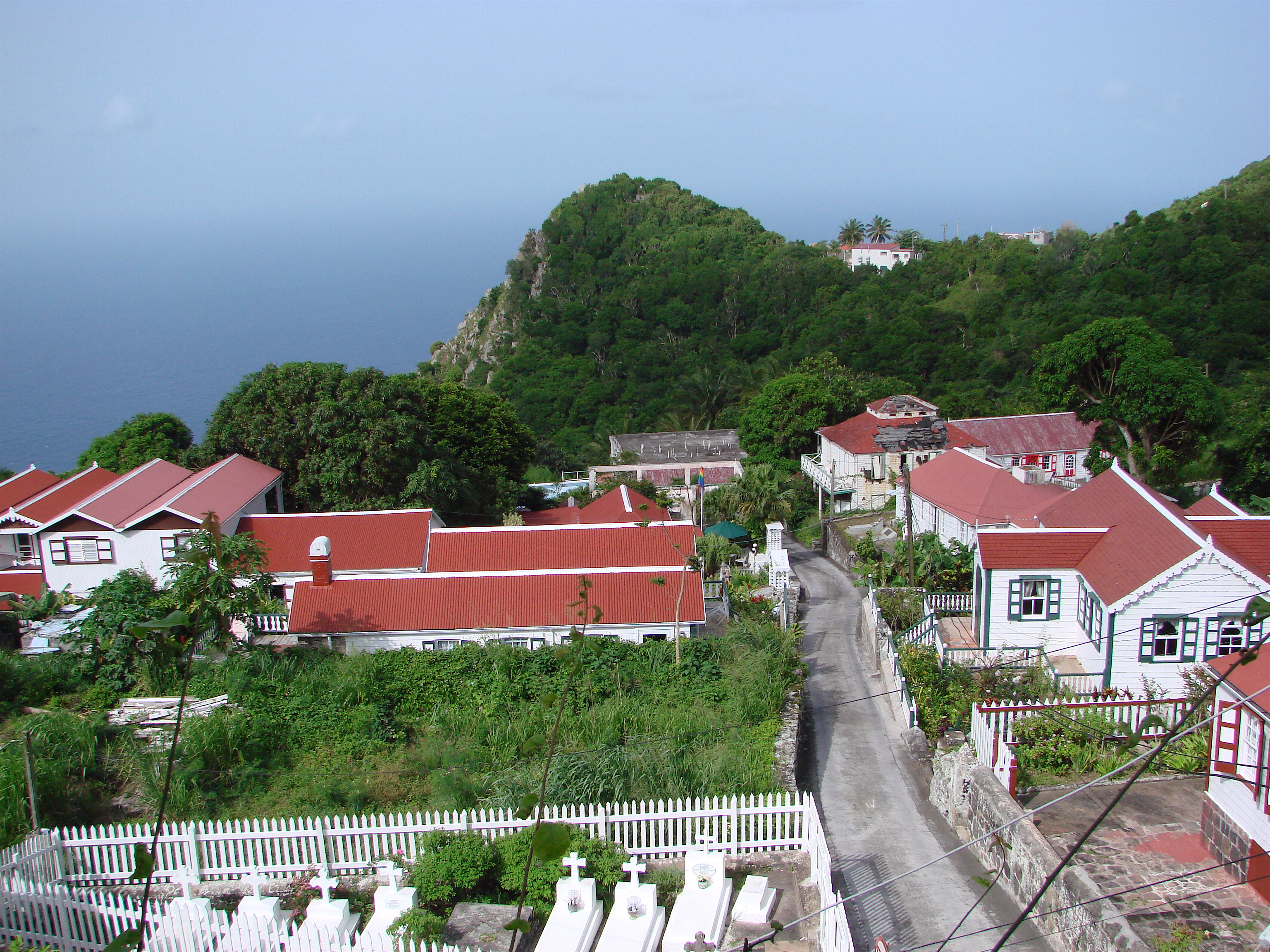
Типовий вид на острові
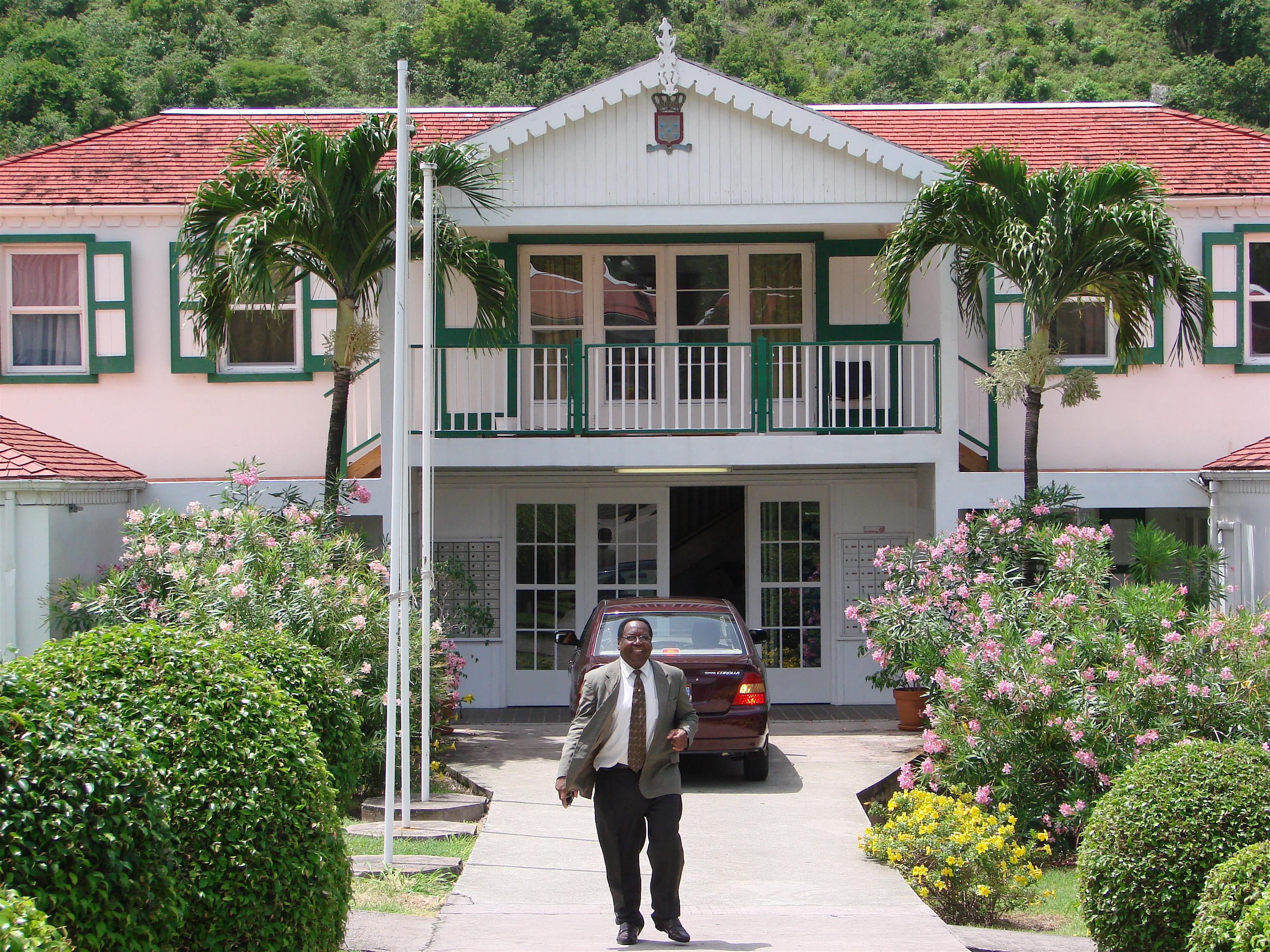
Будинок Уряду в місті Боттом
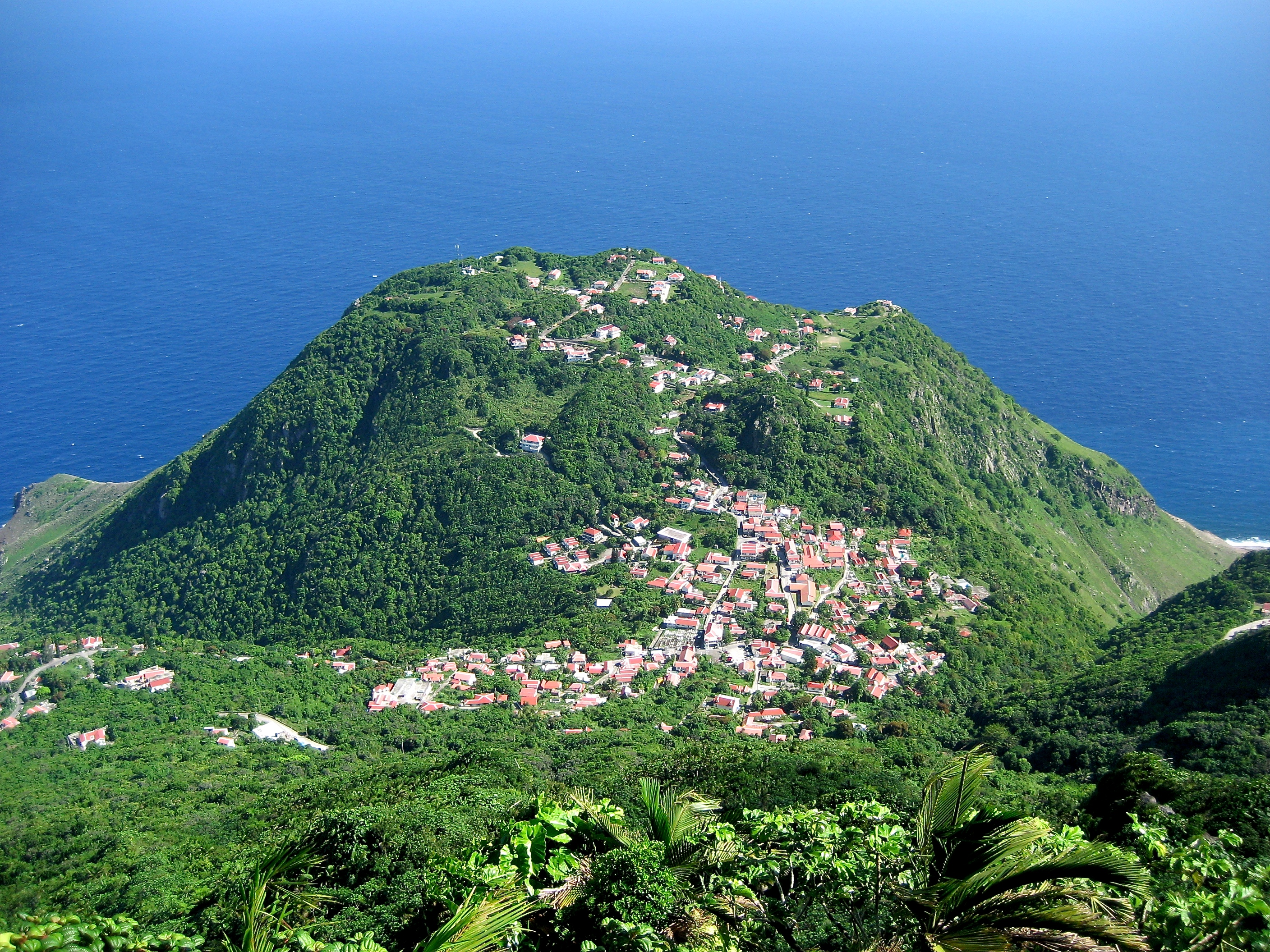
Вид з гори Маунт-Сценері